# هنري موسكوفيتش
هنري موسكوفيتش (بالإنجليزية: Henry Moskowitz)‏ هو شخصية أعمال أمريكي، ولد في 1905 في كيلسي في بولندا، وتوفي في 7 سبتمبر 2008.